# Gand-Wevelgem 2013
La 75e édition de Gand-Wevelgem a eu lieu le 24 mars 2013. Il s'agit de la 7e épreuve de l'UCI World Tour 2013. Elle est remportée par le Slovaque Peter Sagan (Cannondale), parti en solitaire à 4 km de l'arrivée d'un groupe d'une dizaine de coureurs échappés. La deuxième place s'est jouée par le restant de l'échappée et a été glanée par le Slovène Borut Božič (Astana) devant le Belge Greg Van Avermaet (BMC Racing),.
C'est la première victoire de Sagan dans une grande classique après de nombreux podiums et accessits. Il en profite pour consolider sa première place au classement individuel de l'UCI World Tour.

## Présentation
Ce Gand-Wevelgem est la deuxième des quatre classiques flandriennes inscrites à l'UCI World Tour. Il se déroule deux jours après Grand Prix E3 et une semaine avant le Tour des Flandres. Ces dernières années, la course a souvent été remportée lors d'un sprint en peloton, en partie à cause des nombreux kilomètres entre les derniers bergs et la ligne d'arrivée, et c'est donc l'une des rares occasions pour un sprinteur de remporter un classiques flandriennes,. Il y a donc rarement de grandes offensives, entre les favoris au prochain Tour des Flandres, lors de cette course qui sert surtout de préparation à cette dernière.

### Parcours
Le départ de cette édition a lieu à Deinze puis se dirige vers la France, pour la quatrième année d'affilée, avec un double passage par le mont Cassel suivi du mont des Cats et enfin du Mont Kokereel (nl) situé près de la frontière. S'ensuit un retour en Belgique avec un enchaînement des trois bergs Baneberg (nl) - Mont Kemmel - Monteberg (nl) à accomplir à deux reprises pour en finir avec les difficultés de l'épreuve, puis, afin de rendre hommage à Ypres et aux victimes de la Première Guerre mondiale, le parcours emprunte cette dernière ville avant de prendre la direction de Zonnebeke, Menin et d'arriver à Wevelgem après 238 km de course dont les derniers 40 km sans monts,,.
Malgré des difficiles conditions météos hivernales, la course n'est pas annulée mais le parcours est amputé d'environ 45 km avec un départ donné à Gistel à la place de Deinze comme initialement prévu sur une distance de 187 km au lieu de 237 km. Le kilométrage est par la suite rabaissée à 183,4 km et le reste du parcours, à partir du nouveau lieu de départ, n'est pas modifié.
9 monts sont répertoriés pour cette course :
| Num | Nom                | km    | Revêtement | Longueur (m) | Pente moyenne | Pente maxi | km de l'arrivée |
| --- | ------------------ | ----- | ---------- | ------------ | ------------- | ---------- | --------------- |
| 1   | Mont Cassel        | 86    | asphalte   | 1 700        | 4,9 %         | 10 %       | 97,4            |
| 2   | Mont des Cats      | 101,8 | asphalte   | 500          | 9 %           | 14 %       | 81,6            |
| 3   | Mont Kokereel (nl) | 105,5 | asphalte   | 1 200        | 6,2 %         | 12 %       | 77,9            |
| 4   | Baneberg (nl)      | 111,2 | asphalte   | 300          | 10 %          | 20 %       | 72,2            |
| 5   | Mont Kemmel        | 119,2 | pavés      | 2 500        | 4,4 %         | 24 %       | 64,2            |
| 6   | Monteberg (nl)     | 123,1 | asphalte   | 1 000        | 7,3 %         | 13 %       | 60,3            |
| 7   | Baneberg (nl)      | 129,4 | asphalte   | 300          | 10 %          | 20 %       | 54              |
| 8   | Mont Kemmel        | 137,4 | pavés      | 2 500        | 4,4 %         | 24 %       | 46              |
| 9   | Monteberg (nl)     | 141,3 | asphalte   | 1 000        | 7,3 %         | 13 %       | 42,1            |

### Équipes
L'organisateur a communiqué la liste des équipes invitées le 8 février 2013. 25 équipes participent à ce Gand-Wevelgem - 19 ProTeams et 6 équipes continentales professionnelles :
| Nom de l'équipe         | Pays        | Code |
| ----------------------- | ----------- | ---- |
| AG2R La Mondiale        | France      | ALM  |
| Argos-Shimano           | Pays-Bas    | ARG  |
| Astana                  | Kazakhstan  | AST  |
| Blanco                  | Pays-Bas    | BLA  |
| BMC Racing              | États-Unis  | BMC  |
| Cannondale              | Italie      | CAN  |
| Euskaltel Euskadi       | Espagne     | EUS  |
| FDJ                     | France      | FDJ  |
| Garmin-Sharp            | États-Unis  | GRS  |
| Katusha                 | Russie      | KAT  |
| Lampre-Merida           | Italie      | LAM  |
| Lotto-Belisol           | Belgique    | LTB  |
| Movistar                | Espagne     | MOV  |
| Omega Pharma-Quick Step | Belgique    | OPQ  |
| Orica-GreenEDGE         | Australie   | OGE  |
| RadioShack-Leopard      | Luxembourg  | RLT  |
| Saxo-Tinkoff            | Danemark    | TST  |
| Sky                     | Royaume-Uni | SKY  |
| Vacansoleil-DCM         | Pays-Bas    | VCD  |

| Nom de l'équipe             | Pays     | Code |
| --------------------------- | -------- | ---- |
| Accent Jobs-Wanty           | Belgique | AJW  |
| Cofidis                     | France   | COF  |
| Crelan-Euphony              | Belgique | CRE  |
| Europcar                    | France   | EUC  |
| IAM                         | Suisse   | IAM  |
| Topsport Vlaanderen-Baloise | Belgique | TSV  |

### Favoris
Le Suisse Fabian Cancellara (RadioShack-Leopard), vainqueur en solitaire du Grand Prix E3 disputé deux jours auparavant, fait figure de favori. Son dauphin sur sa dernière course, le Slovaque Peter Sagan (Cannondale), a lui aussi de grandes chances de triompher sur cette épreuve, lui qui est à la recherche de sa première victoire lors d'une grande classique. Ces deux coureurs ont respectivement finit troisième et deuxième du récent Milan-San Remo. Le tenant du titre et triple vainqueur de l'épreuve, le Belge Tom Boonen (Omega Pharma-Quick Step), est lui aussi considéré comme un grand prétendant à un quatrième sacre inédit malgré sa petite forme actuelle,,.
Le Britannique Mark Cavendish pourrait profiter de la mauvaise forme de son coéquipier Boonen pour s'imposer lors d'un sprint. Les autres coureurs rapides tels que les Allemands John Degenkolb (Argos-Shimano) et André Greipel (Lotto-Belisol), les Norvégiens Edvald Boasson Hagen (Sky) et Thor Hushovd (BMC Racing), le Français Arnaud Démare (FDJ), l'Australien Heinrich Haussler (IAM) et l'Italien Alessandro Petacchi (Lampre-Merida) seront aussi présents puisque la course se joue souvent au sprint,,.
Les autres outsiders, spécialistes des classiques flandriennes, sont les quatre coureurs de l'équipe BMC Racing que son l'Italien Daniel Oss, l'Américain Taylor Phinney et les Belges Philippe Gilbert et Greg Van Avermaet, un troisième Belge Jürgen Roelandts (Lotto-Belisol), deux autres Italiens Luca Paolini (Katusha), vainqueur du dernier Circuit Het Nieuwsblad}, et Filippo Pozzato (Lampre-Merida), les Britanniques tous les deux coéquipiers Ian Stannard et Geraint Thomas (Sky), les Français Yoann Offredo (FDJ) et Sébastien Turgot (Europcar), le Néerlandais Lars Boom (Blanco), le Danois Matti Breschel (Saxo-Tinkoff) et l'Espagnol Juan Antonio Flecha (Vacansoleil-DCM). Ils seront donc tous à surveiller,.

## Récit de la course

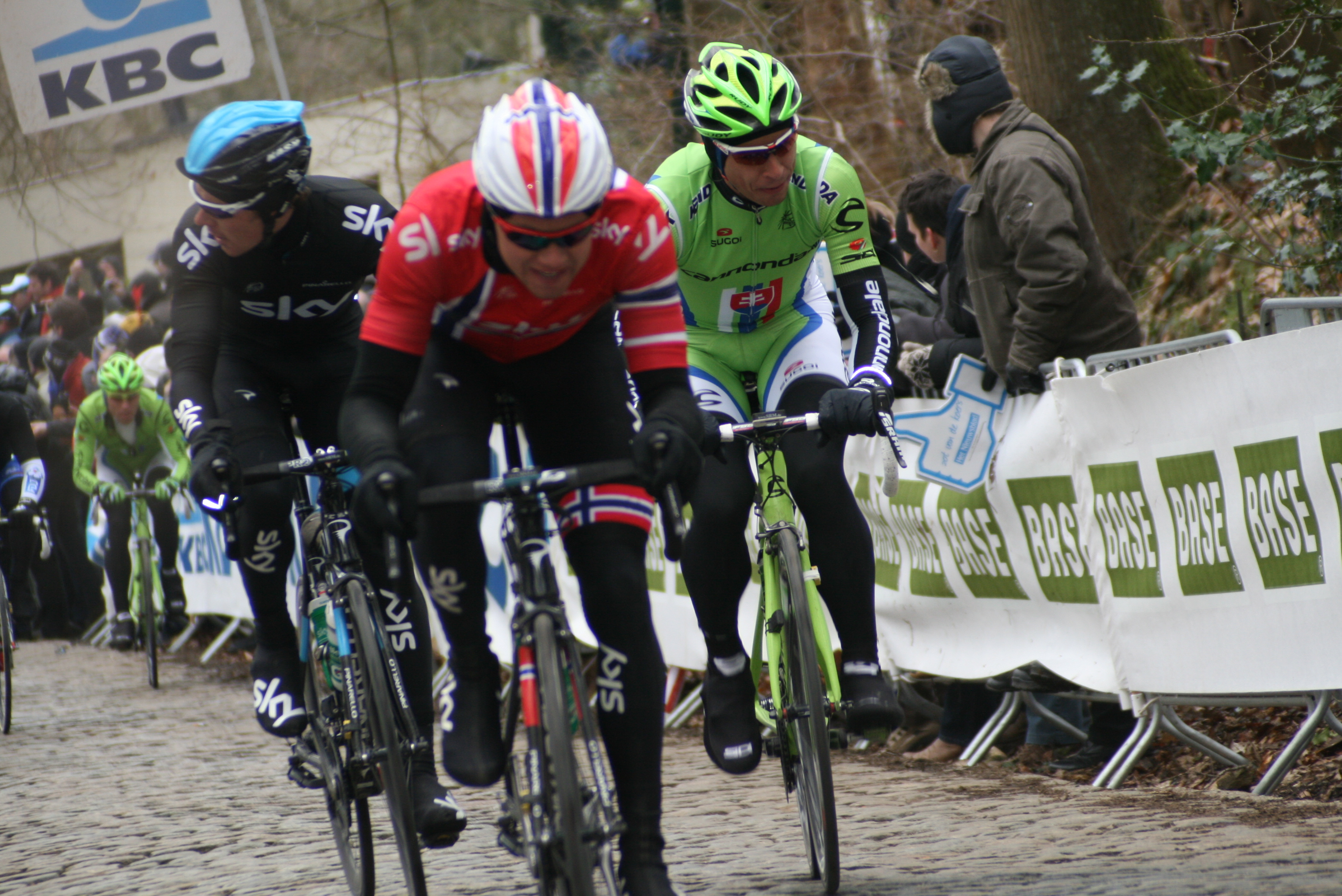
Edvald Boasson Hagen (au centre), un de ses coéquipiers (à gauche) et Peter Sagan (à droite) lors du premier passage au mont Kemmel.

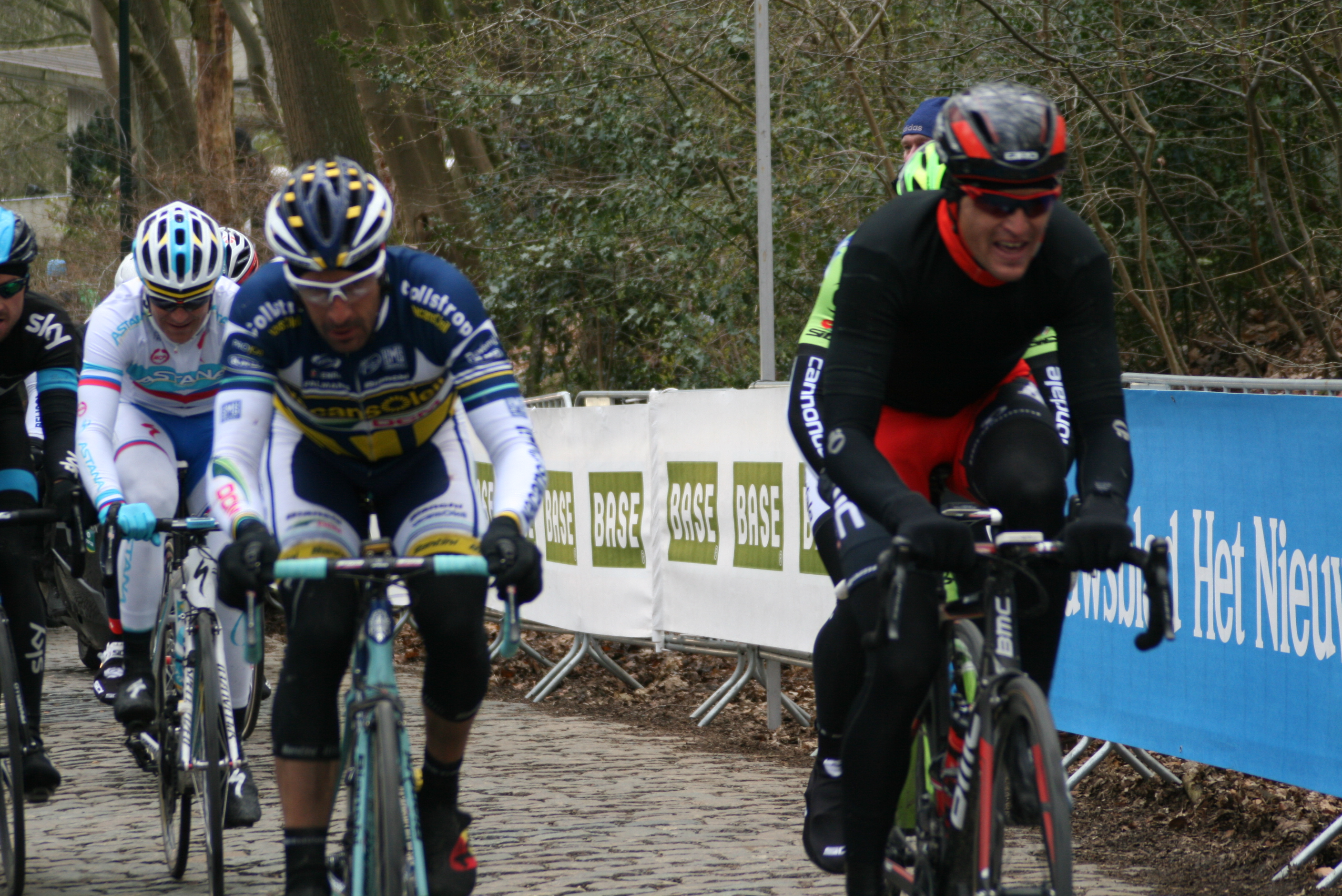
Borut Božič, Juan Antonio Flecha et Greg Van Avermaet lors du deuxième passage au mont Kemmel.

25 équipes de 8 coureurs participent à l'épreuve, cependant deux coureurs sont non-partants avant le début de la course : le Kazakh Ruslan Tleubayev (Astana) et le Britannique David Millar (Garmin-Sharp). 198 coureurs sont donc au départ.
C'est par un départ rapide que la course débute à Gistel avec, au bout de quelques kilomètres de course, une bordure qui scinde le peloton en cinq groupes. Le premier est mené par l'équipe Omega Pharma-Quick Step du Belge Tom Boonen, tenant du titre, et du Britannique Mark Cavendish qui regroupe la plupart des favoris. Chez les favoris, seuls le Suisse Fabian Cancellara (RadioShack-Leopard) et le Belge Philippe Gilbert (BMC Racing) sont repoussés dans le deuxième peloton alors que l'équipe FDJ mène un troisième groupe de chasse.
À 110 km de la ligne, le groupe Cancellara recolle au premier peloton pour former un peloton d'une cinquantaine de coureurs. Celui-ci est ensuite rejoint à 90 km de l'arrivée par le troisième groupe toujours emmené par la formation FDJ. Cependant, un trio composé du Kazakh Assan Bazayev (Astana), de l'Espagnol Juan Antonio Flecha (Vacansoleil-DCM) et du Français Matthieu Ladagnous (FDJ) s'extirpe du peloton quelques kilomètres plus tard et possède 2 min à 69 km de Wevelgem. C'est à ce même point kilométrique, lors du ravitaillement, que le vainqueur du récent Grand Prix E3 Cancellara abandonne en vue du prochain Tour des Flandres.
Quelques kilomètres plus loin, en approchant de la première des deux ascensions prévues du mont Kemmel, Boonen chute contre une bordure. Il repart puis abandonne quelques instants plus tard, de ce fait deux des trois grands favoris de l'épreuve sont hors de course en l'espace de 4 km. Par la suite le peloton s'étire et perd des unités dans le mont Kemmel mais revient à 30 s à 60 km de l'arrivée emmené par les équipes Sky et BMC Racing. Cependant, à 50 km du final, dix coureurs font la jonction avec les trois hommes de têtes. Ce groupe est composé du dernier grand favori de l'épreuve, le Slovaque Peter Sagan (Cannondale) et son coéquipier le Polonais Maciej Bodnar, des Belges Jens Debusschere (Lotto-Belisol), Greg Van Avermaet (BMC Racing) et Stijn Vandenbergh (Omega Pharma-Quick Step), du Costaricien Andrey Amador (Movistar), du Slovène Borut Božič (Astana), de l'Autrichien Bernhard Eisel (Sky), de l'Australien Heinrich Haussler (IAM) et de l'Ukrainien Yaroslav Popovych (RadioShack-Leopard).
Sans Bazayev et Debusschere qui ont perdu le contact sur les échappées, ce sont onze coureurs qui possèdent 1 min 30 s à 30 km de l'arrivée sur un peloton emmené par les formations Lotto-Belisol et Omega Pharma-Quick Step malgré la présence de Vandenbergh à l'avant pour cette dernière. L'écart reste le même à 15 km du terme de cette épreuve, moment choisi par les équipes Blanco et Katusha pour relayer elles aussi, faisant chuter le retard à 40 s à 5 km du but. À 4 km de l'arrivée, Vandenbergh attaque en solitaire mais se fait contrer par Sagan qui préfère finir en solitaire et ainsi ne pas voir se reproduire le scénario de Milan-San Remo où il s'est fait surprendre lors du sprint en comité restreint. Derrière les poursuivants se regardent et pointent à 15 s à 2 km de la ligne finale avec un peloton qui revient très vite sur eux.
Sagan s'impose donc en solitaire et remporte sa première grande classique. Le sprint du groupe des poursuivants est remporté par le Božič devant Van Avermaet. Le peloton termine à quelques kilomètres des échappés,.

## Classement final
|    | Coureur                   | Équipe                  |    | Temps           | Points UCI |
| -- | ------------------------- | ----------------------- | -- | --------------- | ---------- |
| 1  | Peter Sagan (SVK)         | Cannondale              | en | 4 h 29 min 10 s | 80         |
| 2  | Borut Božič (SLO)         | Astana                  | +  | 23 s            | 60         |
| 3  | Greg Van Avermaet (BEL)   | BMC Racing              |    | 23 s            | 50         |
| 4  | Heinrich Haussler (AUS)   | IAM                     |    | 23 s            | -          |
| 5  | Juan Antonio Flecha (ESP) | Vacansoleil-DCM         |    | 23 s            | 30         |
| 6  | Matthieu Ladagnous (FRA)  | FDJ                     |    | 23 s            | 22         |
| 7  | Bernhard Eisel (AUT)      | Sky                     |    | 23 s            | 14         |
| 8  | Stijn Vandenbergh (BEL)   | Omega Pharma-Quick Step |    | 24 s            | 10         |
| 9  | Yaroslav Popovych (UKR)   | RadioShack-Leopard      |    | 24 s            | 6          |
| 10 | Andrey Amador (CRC)       | Movistar                |    | 24 s            | 2          |

## Liste des participants
- Liste de départ complète

| Légende | Légende                                                                    | Légende | Légende                                                    |
| ------- | -------------------------------------------------------------------------- | ------- | ---------------------------------------------------------- |
| Num     | Dossard de départ porté par le coureur sur ce Gand-Wevelgem                | Pos     | Position à l'arrivée de la course                          |
|         | Indique un maillot de champion national ou mondial, suivi de sa spécialité | NP      | Indique un coureur qui n'a pas pris le départ de la course |
| AB      | Indique un coureur qui n'a pas terminé la course                           | HD      | Indique un coureur qui a terminé la course hors des délais |

| Omega Pharma-Quick Step OPQ | Omega Pharma-Quick Step OPQ | Omega Pharma-Quick Step OPQ |
| --------------------------- | --------------------------- | --------------------------- |
| Num                         | Coureur                     | Pos                         |
| 1                           | Tom Boonen (BEL) (Route)    | AB                          |
| 2                           | Mark Cavendish (GBR)        | 18e                         |
| 3                           | Nikolas Maes (BEL)          | 49e                         |
| 4                           | Gert Steegmans (BEL)        | AB                          |
| 5                           | Zdeněk Štybar (CZE)         | 57e                         |
| 6                           | Michał Kwiatkowski (BEL)    | AB                          |
| 7                           | Stijn Vandenbergh (BEL)     | 8e                          |
| 8                           | Martin Velits (SVK)         | AB                          |

| Sky SKY | Sky SKY                            | Sky SKY |
| ------- | ---------------------------------- | ------- |
| Num     | Coureur                            | Pos     |
| 11      | Edvald Boasson Hagen (NOR) (Route) | 20e     |
| 12      | Bernhard Eisel (AUT)               | 7e      |
| 13      | Mathew Hayman (AUS)                | 36e     |
| 14      | Gabriel Rasch (NOR)                | 51e     |
| 15      | Luke Rowe (GBR)                    | 56e     |
| 16      | Ian Stannard (GBR) (Route)         | 43e     |
| 17      | Christopher Sutton (AUS)           | 67e     |
| 18      | Geraint Thomas (GBR)               | AB      |

| Lotto-Belisol LTB | Lotto-Belisol LTB       | Lotto-Belisol LTB |
| ----------------- | ----------------------- | ----------------- |
| Num               | Coureur                 | Pos               |
| 21                | Lars Ytting Bak (DEN)   | AB                |
| 22                | Dirk Bellemakers (BEL)  | AB                |
| 23                | Jens Debusschere (BEL)  | 62e               |
| 24                | André Greipel (GER)     | 11e               |
| 25                | Gregory Henderson (NZL) | AB                |
| 26                | Frederik Willems (BEL)  | 61e               |
| 27                | Jürgen Roelandts (BEL)  | AB                |
| 28                | Marcel Sieberg (GER)    | 59e               |

| AG2R La Mondiale ALM | AG2R La Mondiale ALM             | AG2R La Mondiale ALM |
| -------------------- | -------------------------------- | -------------------- |
| Num                  | Coureur                          | Pos                  |
| 31                   | Davide Appollonio (ITA)          | AB                   |
| 32                   | Gediminas Bagdonas (LTU) (Route) | AB                   |
| 33                   | Sébastien Minard (FRA)           | 37e                  |
| 34                   | Steve Chainel (FRA)              | AB                   |
| 35                   | Hugo Houle (CAN)                 | AB                   |
| 36                   | Yauheni Hutarovich (BLR) (Route) | 21e                  |
| 37                   | Valentin Iglinskiy (KAZ)         | AB                   |
| 38                   | Lloyd Mondory (FRA)              | AB                   |

| Astana AST | Astana AST                  | Astana AST |
| ---------- | --------------------------- | ---------- |
| Num        | Coureur                     | Pos        |
| 41         | Assan Bazayev (KAZ) (Route) | 70e        |
| 42         | Borut Božič (SLO) (Route)   | 2e         |
| 43         | Andriy Grivko (UKR) (Route) | 28e        |
| 44         | Dmitriy Gruzdev (KAZ)       | AB         |
| 45         | Dmitriy Muravyev (KAZ)      | AB         |
| 46         | Jacopo Guarnieri (ITA)      | AB         |
| 47         | Maxim Iglinskiy (KAZ)       | AB         |
| 48         | Ruslan Tleubayev (KAZ)      | NP         |

| Blanco BLA | Blanco BLA               | Blanco BLA |
| ---------- | ------------------------ | ---------- |
| Num        | Coureur                  | Pos        |
| 51         | Lars Boom (NED)          | 23e        |
| 52         | Rick Flens (NED)         | AB         |
| 53         | Jos van Emden (NED)      | AB         |
| 54         | Mark Renshaw (AUS)       | AB         |
| 55         | David Tanner (NED)       | AB         |
| 56         | Maarten Tjallingii (NED) | 48e        |
| 57         | Sep Vanmarcke (BEL)      | AB         |
| 58         | Maarten Wynants (BEL)    | 53e        |

| BMC Racing BMC | BMC Racing BMC                 | BMC Racing BMC |
| -------------- | ------------------------------ | -------------- |
| Num            | Coureur                        | Pos            |
| 61             | Philippe Gilbert (BEL) (Route) | 42e            |
| 62             | Thor Hushovd (NOR)             | 17e            |
| 63             | Adam Blythe (GBR)              | 58e            |
| 64             | Daniel Oss (ITA)               | 52e            |
| 65             | Taylor Phinney (USA)           | 41e            |
| 66             | Manuel Quinziato (ITA)         | AB             |
| 67             | Michael Schär (SUI)            | 38e            |
| 68             | Greg Van Avermaet (BEL)        | 3e             |

| Cannondale CAN | Cannondale CAN            | Cannondale CAN |
| -------------- | ------------------------- | -------------- |
| Num            | Coureur                   | Pos            |
| 71             | Maciej Bodnar (POL)       | 55e            |
| 72             | Mauro Da Dalto (ITA)      | 60e            |
| 73             | Ted King (USA)            | AB             |
| 74             | Kristjan Koren (SLO)      | 35e            |
| 75             | Alan Marangoni (ITA)      | 45e            |
| 76             | Fabio Sabatini (ITA)      | 44e            |
| 77             | Peter Sagan (SVK) (Route) | 1er            |
| 78             | Elia Viviani (ITA)        | 15e            |

| Euskaltel Euskadi EUS | Euskaltel Euskadi EUS       | Euskaltel Euskadi EUS |
| --------------------- | --------------------------- | --------------------- |
| Num                   | Coureur                     | Pos                   |
| 81                    | Peio Bilbao (ESP)           | AB                    |
| 82                    | Garikoitz Bravo (ESP)       | AB                    |
| 83                    | Adrián Sáez (ESP)           | AB                    |
| 84                    | Juan José Lobato (ESP)      | AB                    |
| 85                    | Rubén Pérez (ESP)           | AB                    |
| 86                    | Alexander Serebryakov (RUS) | AB                    |
| 87                    | Ioánnis Tamourídis (GRE)    | AB                    |
| 88                    | Steffen Radochla (GER)      | AB                    |

| FDJ | FDJ                      | FDJ |
| --- | ------------------------ | --- |
| Num | Coureur                  | Pos |
| 91  | David Boucher (FRA)      | 33e |
| 92  | Mickaël Delage (FRA)     | 34e |
| 93  | Arnaud Démare (FRA)      | 12e |
| 94  | Murilo Fischer (BRA)     | 50e |
| 95  | Anthony Geslin (FRA)     | 46e |
| 96  | Matthieu Ladagnous (FRA) | 6e  |
| 97  | Yoann Offredo (FRA)      | 27e |
| 98  | Dominique Rollin (CAN)   | AB  |

| Garmin-Sharp GRS | Garmin-Sharp GRS           | Garmin-Sharp GRS |
| ---------------- | -------------------------- | ---------------- |
| Num              | Coureur                    | Pos              |
| 101              | Jacob Rathe (USA)          | AB               |
| 102              | Tyler Farrar (USA)         | AB               |
| 103              | Andreas Klier (GER)        | AB               |
| 104              | David Millar (GBR)         | NP               |
| 105              | Ramūnas Navardauskas (LTU) | AB               |
| 106              | Sébastien Rosseler (BEL)   | AB               |
| 107              | Martijn Maaskant (NED)     | AB               |
| 108              | Johan Vansummeren (BEL)    | 69e              |

| Orcia-GreenEDGE OGE | Orcia-GreenEDGE OGE       | Orcia-GreenEDGE OGE |
| ------------------- | ------------------------- | ------------------- |
| Num                 | Coureur                   | Pos                 |
| 111                 | Fumiyuki Beppu (JPN)      | AB                  |
| 112                 | Mitchell Docker (AUS)     | AB                  |
| 113                 | Matthew Goss (AUS)        | AB                  |
| 114                 | Leigh Howard (AUS)        | 25e                 |
| 115                 | Sebastian Langeveld (NED) | AB                  |
| 116                 | Jens Mouris (NED)         | AB                  |
| 117                 | Stuart O'Grady (AUS)      | AB                  |
| 118                 | Tomas Vaitkus (LTU)       | AB                  |

| Katusha KAT | Katusha KAT                 | Katusha KAT |
| ----------- | --------------------------- | ----------- |
| Num         | Coureur                     | Pos         |
| 121         | Xavier Florencio (ESP)      | AB          |
| 122         | Vladimir Gusev (RUS)        | AB          |
| 123         | Marco Haller (AUT)          | AB          |
| 124         | Vladimir Isaychev (RUS)     | AB          |
| 125         | Alexander Kristoff (NOR)    | 14e         |
| 126         | Aliaksandr Kuschynski (BLR) | AB          |
| 127         | Luca Paolini (ITA)          | 54e         |
| 128         | Gatis Smukulis (LAT)        | AB          |

| Lampre-Merida LAM | Lampre-Merida LAM         | Lampre-Merida LAM |
| ----------------- | ------------------------- | ----------------- |
| Num               | Coureur                   | Pos               |
| 131               | Mattia Cattaneo (ITA)     | AB                |
| 132               | Davide Cimolai (ITA)      | AB                |
| 133               | Elia Favilli (ITA)        | AB                |
| 134               | Massimo Graziato (ITA)    | AB                |
| 135               | Andrea Palini (ITA)       | AB                |
| 136               | Alessandro Petacchi (ITA) | AB                |
| 137               | Filippo Pozzato (ITA)     | 39e               |
| 138               | Davide Viganò (ITA)       | AB                |

| Movistar MOV | Movistar MOV                    | Movistar MOV |
| ------------ | ------------------------------- | ------------ |
| Num          | Coureur                         | Pos          |
| 141          | Andrey Amador (CRC)             | 10e          |
| 142          | Alex Dowsett (GBR)              | AB           |
| 143          | Eloy Teruel (ESP)               | AB           |
| 144          | Enrique Sanz (ESP)              | AB           |
| 145          | Jesús Herrada (ESP)             | AB           |
| 146          | José Joaquín Rojas (ESP)        | 29e          |
| 147          | Francisco Ventoso (ESP) (Route) | AB           |
| 148          | Giovanni Visconti (ITA)         | AB           |

| RadioShack-Leopard RLT | RadioShack-Leopard RLT      | RadioShack-Leopard RLT |
| ---------------------- | --------------------------- | ---------------------- |
| Num                    | Coureur                     | Pos                    |
| 151                    | Fabian Cancellara (SUI)     | AB                     |
| 152                    | Stijn Devolder (BEL)        | AB                     |
| 153                    | Markel Irizar (ESP)         | AB                     |
| 154                    | Danilo Hondo (GER)          | 30e                    |
| 155                    | Giacomo Nizzolo (ITA)       | AB                     |
| 156                    | Yaroslav Popovych (UKR)     | 9e                     |
| 157                    | Grégory Rast (SUI)          | 40e                    |
| 158                    | Jesse Sergent (NZL) (Route) | 32e                    |

| Argos-Shimano ARG | Argos-Shimano ARG                 | Argos-Shimano ARG |
| ----------------- | --------------------------------- | ----------------- |
| Num               | Coureur                           | Pos               |
| 161               | Nikias Arndt (GER)                | AB                |
| 162               | Roy Curvers (NED)                 | AB                |
| 163               | Luka Mezgec (SLO)                 | AB                |
| 164               | John Degenkolb (GER)              | 65e               |
| 165               | Reinardt Janse van Rensburg (RSA) | AB                |
| 166               | Ramon Sinkeldam (NED)             | 31e               |
| 167               | Tom Stamsnijder (NED)             | AB                |
| 168               | Tom Veelers (NED)                 | AB                |

| Saxo-Tinkoff TST | Saxo-Tinkoff TST              | Saxo-Tinkoff TST |
| ---------------- | ----------------------------- | ---------------- |
| Num              | Coureur                       | Pos              |
| 171              | Daniele Bennati (ITA)         | AB               |
| 172              | Matti Breschel (DEN)          | 13e              |
| 173              | Jonas Aaen Jørgensen (DEN)    | AB               |
| 174              | Marko Kump (SLO)              | AB               |
| 175              | Anders Lund (DEN)             | AB               |
| 176              | Christopher Juul Jensen (DEN) | AB               |
| 177              | Michael Mørkøv (DEN)          | AB               |
| 178              | Matteo Tosatto (ITA)          | AB               |

| Vacansoleil-DCM VCD | Vacansoleil-DCM VCD       | Vacansoleil-DCM VCD |
| ------------------- | ------------------------- | ------------------- |
| Num                 | Coureur                   | Pos                 |
| 181                 | Kris Boeckmans (BEL)      | AB                  |
| 182                 | Grega Bole (SLO)          | AB                  |
| 183                 | Juan Antonio Flecha (ESP) | 5e                  |
| 184                 | Björn Leukemans (BEL)     | AB                  |
| 185                 | Bert-Jan Lindeman (NED)   | AB                  |
| 186                 | Mirko Selvaggi (ITA)      | AB                  |
| 187                 | Boy van Poppel (NED)      | 19e                 |
| 188                 | Lieuwe Westra (NED)       | AB                  |

| Topsport Vlaanderen-Baloise TSV | Topsport Vlaanderen-Baloise TSV | Topsport Vlaanderen-Baloise TSV |
| ------------------------------- | ------------------------------- | ------------------------------- |
| Num                             | Coureur                         | Pos                             |
| 191                             | Laurens De Vreese (BEL)         | AB                              |
| 192                             | Stijn Neirynck (BEL)            | AB                              |
| 193                             | Jarl Salomein (BEL)             | AB                              |
| 194                             | Tom Van Asbroeck (BEL)          | AB                              |
| 195                             | Gijs Van Hoecke (BEL)           | AB                              |
| 196                             | Kenneth Vanbilsen (BEL)         | AB                              |
| 197                             | Tim Mertens (BEL)               | AB                              |
| 198                             | Eliot Lietaer (BEL)             | AB                              |

| Crelan-Euphony CRE | Crelan-Euphony CRE        | Crelan-Euphony CRE |
| ------------------ | ------------------------- | ------------------ |
| Num                | Coureur                   | Pos                |
| 201                | Jonathan Breyne (BEL)     | AB                 |
| 202                | Sébastien Delfosse (BEL)  | AB                 |
| 203                | Stijn Steels (BEL)        | AB                 |
| 204                | Kurt Hovelijnck (BEL)     | AB                 |
| 205                | Egidijus Juodvalkis (LTU) | AB                 |
| 206                | Kevin Peeters (BEL)       | AB                 |
| 207                | Baptiste Planckaert (BEL) | AB                 |
| 208                | Christophe Prémont (BEL)  | AB                 |

| Accent Jobs-Wanty AJW | Accent Jobs-Wanty AJW     | Accent Jobs-Wanty AJW |
| --------------------- | ------------------------- | --------------------- |
| Num                   | Coureur                   | Pos                   |
| 211                   | Staf Scheirlinckx (BEL)   | AB                    |
| 212                   | Tim De Troyer (BEL)       | AB                    |
| 213                   | Jempy Drucker (LUX)       | AB                    |
| 214                   | Roy Jans (BEL)            | AB                    |
| 215                   | Danilo Napolitano (ITA)   | AB                    |
| 216                   | Stefan van Dijk (NED)     | AB                    |
| 217                   | James Vanlandschoot (BEL) | 26e                   |
| 218                   | Benjamin Verraes (BEL)    | AB                    |

| Cofidis COF | Cofidis COF           | Cofidis COF |
| ----------- | --------------------- | ----------- |
| Num         | Coureur               | Pos         |
| 221         | Florent Barle (FRA)   | 64e         |
| 222         | Julien Fouchard (FRA) | AB          |
| 223         | Egoitz García (ESP)   | AB          |
| 224         | Jan Ghyselinck (BEL)  | 24e         |
| 225         | Arnaud Labbe (FRA)    | AB          |
| 226         | Adrien Petit (FRA)    | AB          |
| 227         | Nico Sijmens (BEL)    | AB          |
| 228         | Romain Zingle (BEL)   | 68e         |

| IAM | IAM                               | IAM |
| --- | --------------------------------- | --- |
| Num | Coureur                           | Pos |
| 231 | Marco Bandiera (ITA)              | AB  |
| 232 | Kristof Goddaert (BEL)            | AB  |
| 233 | Heinrich Haussler (AUS)           | 4e  |
| 234 | Sébastien Hinault (FRA)           | 22e |
| 235 | Reto Hollenstein (SUI)            | AB  |
| 236 | Dominic Klemme (GER)              | AB  |
| 237 | Matteo Pelucchi (ITA)             | AB  |
| 238 | Aleksejs Saramotins (LAT) (Route) | AB  |

| Europcar EUC | Europcar EUC           | Europcar EUC |
| ------------ | ---------------------- | ------------ |
| Num          | Coureur                | Pos          |
| 241          | Jérôme Cousin (FRA)    | 63e          |
| 242          | Bryan Coquard (FRA)    | 16e          |
| 243          | Damien Gaudin (FRA)    | AB           |
| 244          | Yohann Gène (FRA)      | 47e          |
| 245          | Morgan Lamoisson (FRA) | AB           |
| 246          | Vincent Jérôme (FRA)   | AB           |
| 247          | Sébastien Turgot (FRA) | AB           |
| 248          | David Veilleux (CAN)   | 66e          |